# Mona Guerrant
Mona Anne Guerrant (20 de Fevereiro de 1994) é uma ex-tenista profissional estadunidense.

## Duplas: 15 (3 títulos, 5 vices)
| Posição | Ano         | Campeonato          | Piso  | Parceira   | Oponentes                      | Placar                              |
| ------- | ----------- | ------------------- | ----- | ---------- | ------------------------------ | ----------------------------------- |
| Campeã  | 1977 (Dez.) | Aberto da Austrália | Grama | Kerry Reid | Evonne Goolagong Helen Gourlay | título compartilhado devido à chuva |